# Guitars – the Museum
Guitars – the Museum (hovorově Gitarrmuseet) je muzeum hudebních nástrojů v centru švédského města Umeå. Sídlí v budově bývalé školy Vasaskolan. Kromě muzea je tu rockový klub, restaurace a hudební obchod. Muzeum bylo otevřeno v lednu 2014.
Je provozováno jako společný podnik pod vedením lidí z obchodu s hudbou 4Sound a rockového klubu Scharinska. Město Umeå podporovalo muzeum při rekonstrukci a adaptaci objektu a spolufinancuje jeho provoz.

## Sbírky
Muzejní sbírky jsou tvořeny především elektrickými kytarami z 50. a 60. let 20. století, stejně jako menší sbírkou elektrických basových kytar, zesilovačů a dalších předmětů týkajících se historie elektrických kytar. Sbírka byla shromažďována bratry Mikaelem a Samuelem Ahdenovými od roku 1970.
Mezi kytarami ve sbírce jsou 1958 Gibson Flying V, 1960 Les Paul a 1950 Fender Broadcaster. S celkovým počtem více než 500 kytar přitahuje muzeum mezinárodní pozornost a je popisováno jako největší svého druhu na světě.
Kromě vlastních muzejních sbírek je zde také prostor pro dočasné výstavy.